# Linhas no Rosto de Nana
Linhas no Rosto de Nana (The Lines On Nana's Face) é um livro publicado pela escritora italiana Simona Ciraolo em 2016, originalmente em língua inglesa. No Brasil foi lançado em 2020, e recebeu, no ano seguinte, o selo Altamente Recomendável FNLIJ 2021 pela Fundação Nacional do Livro Infantil e Juvenil.
O livro conta apenas com 40 páginas e aborda temas como memórias e envelhecimento, contado a partir de uma narração em primeira pessoa de uma neta em diálogo com a sua avó Nana, personagem central do livro. Durante uma festa de aniversário de Nana, a criança percebe a existência de rugas no rosto de sua vó, que lembram linhas. Preocupada, a neta pergunta se a sua avó se incomoda com tais linhas, a qual responde negativamente e a partir daí começa a falar sobre as suas memórias.